# 에스트로겐 수용체

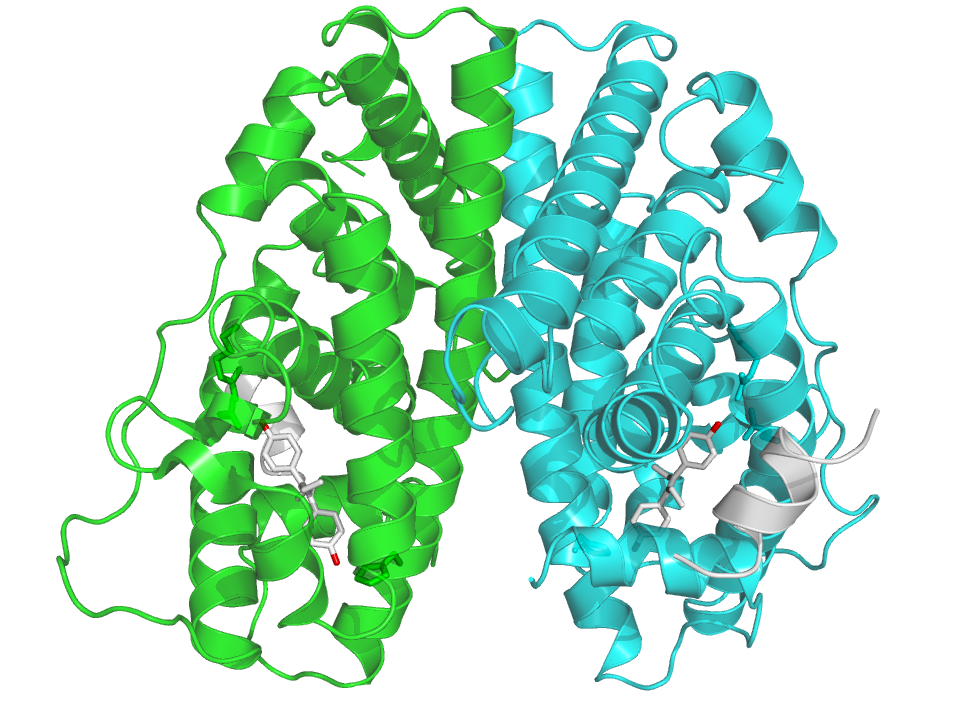

에스트로겐 수용체 또는 에스트로젠 수용체는 에스트로겐을 수용하는 단백질군이다. 핵이나 세포내 수용체 (ER)과 G 단백질 연결 수용체의 일종인 에스트로겐 수용체 GPER의 두 종류가 있다. 일반적으로 '에스트로겐 수용체'라는 말은 핵내 에스트로겐 수용체를 가리킨다.
에스트로겐 수용체는 다시 6번 염색체에 있는 유전자가 만드는 알파 (유전자명: ESR1)와 14번 염색체에 있는 유전자가 만드는 베타 (유전자명: ESR2)의 두 종류로 나뉜다. ER은 다른 핵수용체처럼 다른 유전자에 결합하여 활동을 조절하는 기능을 하는 전사 인자의 역할을 하지만 DNA와 결합하는 기능 이외의 부가적인 기능도 수행한다.

## 같이 보기
- 안드로겐 수용체